# Бриксам
Бриксам (на английски: Brixham) е курортен и рибарски крайбрежен град разположен в община Торбей, графство Девън, Югозападна Англия. Населението на града към 2001 година е 17 457 жители.
Заедно с градовете Торки и Пейнтън, Бриксам формира туристически район наричан „Английската ривиера“.

## География
Бриксам е разположен на югоизточното крайбрежие на графството по бреговата линия на залива Торбей към „Английския канал“, наричан още Ла Манш. Градът се намира на около 35 километра южно от главния град на областта – Ексетър и на около 300 километра югозападно от Лондон.